# Tahra Mint Hembara
Tahra Mint Hembara, née en 1959 à Néma en Mauritanie, et appelée quelquefois plus succinctement Tahra, est une chanteuse, musicienne et compositrice mauritanienne.

## Biographie
Tahra Mint Hembara est née dans une famille de griots. À dix ans, elle commence à jouer de l'ardîn, une «harpe du désert» construite à partir d'une calebasse. Elle approfondit sa maîtrise de la musique, des mélodies, rythmes et instruments traditionnels inspirée d'un maître de la tidinit (instrument surtout utilisé par les hommes) Cheikh Ould Bacha. Dès l'âge de quinze ans, elle se produit dans des mariages et des événements privés.
Elle gagne la France, fréquente le cours Michelet à Nice à la fin des années 1970 puis le cours Verlaine à Paris et décroche son Baccalauréat à l'Académie de Paris. Elle poursuit des études universitaires en économie à la Sorbonne durant trois années, non boursière, avant finalement de se consacrer à la musique. Elle se construit sa synthèse de la musique occidentale et la musique traditionnelle (maure et mandingue) apprise dès l'enfance,. En 1989, elle enregistre son premier album, bénéficiant de l'apport de musiciens de jazz dont Didier Lockwood, le groupe  canadien  UZEB. L'album est consacré notamment à des légendes et des histoires de Mauritanie. Cet album est intitulé Yamen Yamen (Qu’Allah exauce). 
Après un long séjour en Europe, elle revient ensuite en Mauritanie, mais s'y voit confrontée à la difficulté d'enregistrer et de promouvoir ses créations. Elle met en place une ONG dénommée Mamiya pour la promotion artistique et culturelle, et devient aussi, quelques années plus tard, la vice-présidente du comité d’honneur du Réseau africain des promoteurs et entrepreneurs culturels (RAPEC). Un de ses morceaux est adapté par David Bowie (le titre Don't Let Me Down & Down, sur l'album Black Tie White Noise de ce musicien, sorti en 1993). Cette reprise du titre T Beyby de Tahra Mint Hembara, créé en arabe, aurait été suggérée à l'artiste londonien par Iman Mohamed Abdulmajid, et le texte traduit en anglais par la productrice française de Tahra, Martine Valmont. 
Affichant des positions politiques, elle fait part de ses réserves sur le Président Maaouiya Ould Sid'Ahmed Taya, arrivé au pouvoir en Mauritanie en décembre 1984 par un coup d'État militaire sans effusion de sang. Il reste au pouvoir jusqu'en août 2005, date à laquelle il est renversé par un coup d'État militaire. Elle refuse de chanter pour les dignitaires et notables de ce régime, et subit en contre-coup un black-out sévère de la part des medias publics. En mars 2007, des élections permettent l'élection démocratique de Sidi Ould Cheikh Abdallahi, qui clôt temporairement la succession de régimes militaires, mais un nouveau coup d'État en août 2008 interrompt son mandat au profit du général Mohamed Ould Abdel Aziz. Elle émet à nouveau des critiques sur cette résurgence des militaires au sein du pouvoir politique, adhère au Front national pour la défense de la démocratie qui se constitue, mais se montre plus souple en prônant une stabilité jusqu'à la nouvelle élection présidentielle prévue en 2019,. 
Elle prend ouvertement position à partir de 2012 pour le président Mohamed Ould Abdel Aziz.